# ツェラン・トンドゥプ
ツェラン・トンドゥプ（チベット語: ཚེ་རིང་དོན་གྲུབ, Tsering Döndrup, 1961年 - ）は、チベットの作家。現代チベットを代表する小説家の1人として1980年代から精力的に活動しており、その作品は各国で翻訳されている。

## 来歴
アムド地方のソクゾン（中国青海省黄南チベット族自治州河南モンゴル族自治県）に生まれる。ソクゾンは黄河の上流に位置し、モンゴル人が人口の多くを占めるが、言語はチベット語が主に使われる。トンドゥプも民族籍はモンゴル人でチベット語の環境で育った。トンドゥプの家庭は牧畜民であり、父親は腕の良い鍛冶職人だった。父親のもとに来る男性たちは、英雄叙事詩の『ケサル王伝』や笑い話、ホラ話を語り、子供時代のトンドゥプはそれを聞くのを楽しみとしていた。父親の方針で13歳まで鍛冶や牧畜を手伝い、のちに小学校に入って2年間で中学に入学する。ここでチベット語を学び、黄南民族師範学校では漢語を学んだ。漢語の翻訳を通して欧米の文芸を知り、他方ではチベットの伝統文芸も読んで読書体験を重ねた。
1982年に師範学校を卒業するとチベット語や漢語の教師となり、翌1983年には短篇小説『タシの結婚』でデビューする。作品はラサの文芸誌『チベット文芸』に掲載され、トンドゥプは続けて作品を発表していった。1984年には、当時のチベット文学で革新的な作家だったトンドゥプジャに会い、作品を高く評価されて書き続けて欲しいという賛辞を受けた。この言葉は、その後もトンドゥプの作家活動の励みになった。
青海民族学院と西北民族学院で学んでから1986年に故郷に戻って役所で働き、県史編纂所では県誌や年鑑の編集をしながら創作を続けた。県史編纂所の所長と档案局局長を務めたのちに退職し、作家活動に専念する。作家や文学研究者と活発に交流し、ラサの文学会議や、オックスフォードでの国際チベット学会（2003年）などにも参加している。アイデンティティについてトンドゥプ自身は、「私の骨はモンゴル人。しかし、この人生で私が話してきたのはチベット語であり、得てきた知識もチベット文化のものである」と語っている。
デビュー時から作品が高く評価されており、『タシの結婚』はチベットで多くの文学賞を受賞した。チベット最高の文学賞の一つであるダンチャル文学賞や、青海省のドン文学賞も受賞している。

## 作風
トンドゥプの作品の特徴は、批判精神、ブラックユーモア、キャラクター造形などにある。
批判精神
トンドゥプの批判は、社会的地位や出身の区別なく向けられる。批判の対象として『地獄堕ち』（1995年）や『ブムキャプ』（2009年）に登場する役人、『美僧』（2003年）や『D村騒動記』（1988年）での高僧、『黒い疾風』（1997年）の千戸長などが登場するが、人間に共通する弱さとして表現されている。ブラックユーモアは悪事に対する皮肉の他に、悲劇的だったり悲惨な出来事にも含まれており、皮肉と笑いが共存している。
キャラクター
キャラクターとしては、何作かに登場する高僧のアラク・ドンや、『ラロ』（1991年）の主人公である牧畜民のラロの人気が高い。チベットの自然を反映して馬やヤク、シラミ、狐などの動物も重要な役割を担っている。河曲馬として知られる河曲草原の馬と人間との関係を描いた『河曲馬』（2013年）は、トンドゥプ自身が書いたテレビ映画の脚本の小説化にあたる。
作品テーマ
作品の題材には、チベットの歴史や牧畜民族の生活の他に、大躍進・文化大革命・生態移民村などの政策の影響、復讐による殺人、現在のチベット社会の変化やHIV問題なども描いている。古典文学のパロディもあり、『地獄堕ち』では『ケサル王伝』の中にある「地獄に堕ちた妃アタク・ラモの救出」をもとにしている。作品の翻訳は、漢語やモンゴル語の他に英語、フランス語、ドイツ語、スウェーデン語、ポルトガル語、ハンガリー語などで出版されている。トンドゥプ自身が漢語に翻訳した作品もある。
国外作品への関心
チベットの現代文芸は1980年代から盛んになったという事情があり、初期から執筆をしていたトンドゥプは同時代の作家や作品が少ないこともあって国外作品に親しんだ。好きな作家はゴーゴリやチェーホフをはじめとして、チンギス・アイトマートフ、オーウェル、カフカ、ガルシア＝マルケス、ジョイス、ソルジェニーツィン、魯迅など多岐にわたる。日本の作家では芥川龍之介を好み、『蜘蛛の糸』をチベット語に翻訳した。

## 著作

### 長篇小説
出典:
- 『mes po（祖先）』香港天馬図書、2001年。新装版は青海民族出版社、2016年
- 『smug pa（霧）』香港天馬図書、2002年。新装版は青海民族出版社、2016年
- 『rlung dmar ’ur ’ur（赤い嵐）』私家版
- 『nga yi a pha gnyis（僕の二人の父さん）』青海民族出版社、2015年

### 中短篇小説
出典:
- 『ツェラン・トンドゥプ短篇小説選』青海民族出版社、1996年
- 『ツェラン・トンドゥプ短篇小説選』青海民族出版社、1997年
- 『ツェラン・トンドゥプ新作短篇小説選』青海民族出版社、2010年
- 『闘うチベット文学 黒狐の谷』海老原志穂, 大川謙作, 星泉, 三浦順子訳、勉誠出版、2017年。- 日本版オリジナル選集[18]。